# 반다 제도

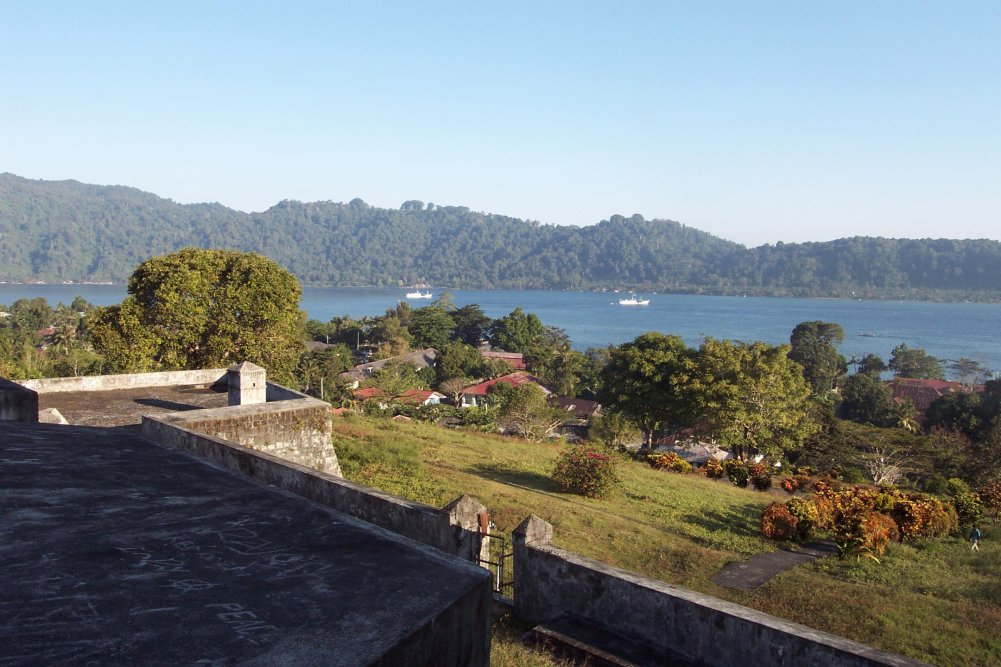
반다 제도

반다 제도(Banda Islands)는 인도네시아의 반다해에 있는 열도이다. 자바섬 동쪽 2,000km에 위치한 스람섬의 남쪽 약 100km에 있으며 말루쿠 제도의 일부를 이루고있다. 19세기 중엽까지 향신료의 세계에서 유일한 공급원이었다.

## 같이 보기
- 1938년 반다해 지진
- 인도네시아의 역사
- 인도네시아의 지진 목록
- 말루쿠 제도